# Poul Stampe
Poul Stampe, född den 2 januari 1921, död den 19 december 2008 i Höör, var en danskfödd arkitekt, verksam i Sverige.

## Liv och verk
Stampe anställdes 1949 som biträdande stadsarkitekt på stadsarkitektkontoret i Skellefteå, dit han flyttade från Tranås. Tre år senare, 1952, sade han upp sig för att arbeta med privat praktik och som byggnadskonsulent i inlandet. Han var då tillförordnad stadsarkitekt efter Edvin Bergenudd.
När de första av den för Skellefteå nya hustypen kedjehus - ritade av Stampe - stod färdiga på Furugatan och Högalidsgatan 1954 flyttade Stampe och hans hustru dit. År 1958 blev Stampe stadsarkitekt i Nybro stad, där han bland annat ritade "Stampehuset" (Långgatan 4, med egen paradvåning där han själv bodde), gymnasieskolor, bårhus med flera fina exempel på offentlig 1960-talsarkitektur. 
Stampe begravdes på Klockarebackens kyrkogård i Höör men flyttades senare till Nybro kyrkogård, nära klockstapeln han ritat, i samband med hans frus bortgång.

## Byggnadsverk (urval)
- Biografen Sture i Lycksele, 1955. Trevånings betongstomme med fasad av tegel och puts, flackt plåttäckt sadeltak. Byggnad med fin 1950-talsarkitektur med drag av funktionalism.[5]
- Filadelfiakyrkan i Lycksele, 1958–1959, uppförd i en tidstypisk modernistisk arkitektur. En till två våningar, väggar i grå puts, svart plåttak. Ett av de mest framträdande byggnadsverken i stram funktionalistisk stil. Välbevarad miljö med höga estetiska och arkitektoniska värden.[5]
- Norranhuset, Skellefteå. 1950-tal.
- Asako Shop i Skellefteå, 1956.
- Missionskyrkan i Norsjö, 1956
- Kedjehusen på Högalidsgatan och Furugatan, Skellefteå, 1953. Tillsammans med Edvin Bergenudd.
- "Stampehuset" (Långgatan 4), Nybro, 1960-tal.
- Bårhus på Kristvalla kyrkogård, Nybro, 1960.[6]
- Kungshallshemmet (ålderdomshem) i Kungshall , Nybro, 1968. Byggnaden omfattar sex våningar respektive en våning där den högre byggnadsdelen innefattar boende för äldre och den lägre delen samlingslokal med mera. Kungshallshemmet har en eternitfasad med inslag av mörkare plåtdetaljer och är en tidstypisk byggnad ifrån sent 1960-tal.
- Klockstapeln på Nybro kyrkogård, Nybro S:t Sigfrids församling, 1969. Den är byggd i betong och avfärgad i vitt.[6]
- Åkrahällsgymnasiets huvudbyggnad i Nybro, 1967. Byggnaden är med sina strama fasader i ljus puts och rytmiska fönsterband ett av Nybros finaste exempel på offentlig 1960-talsarkitektur.[7]
- Sportanläggningar Joelskogen/Thebacken, Nybro: Sporthallen 1965–1966, Simhallen 1978–1979.

## Galleri

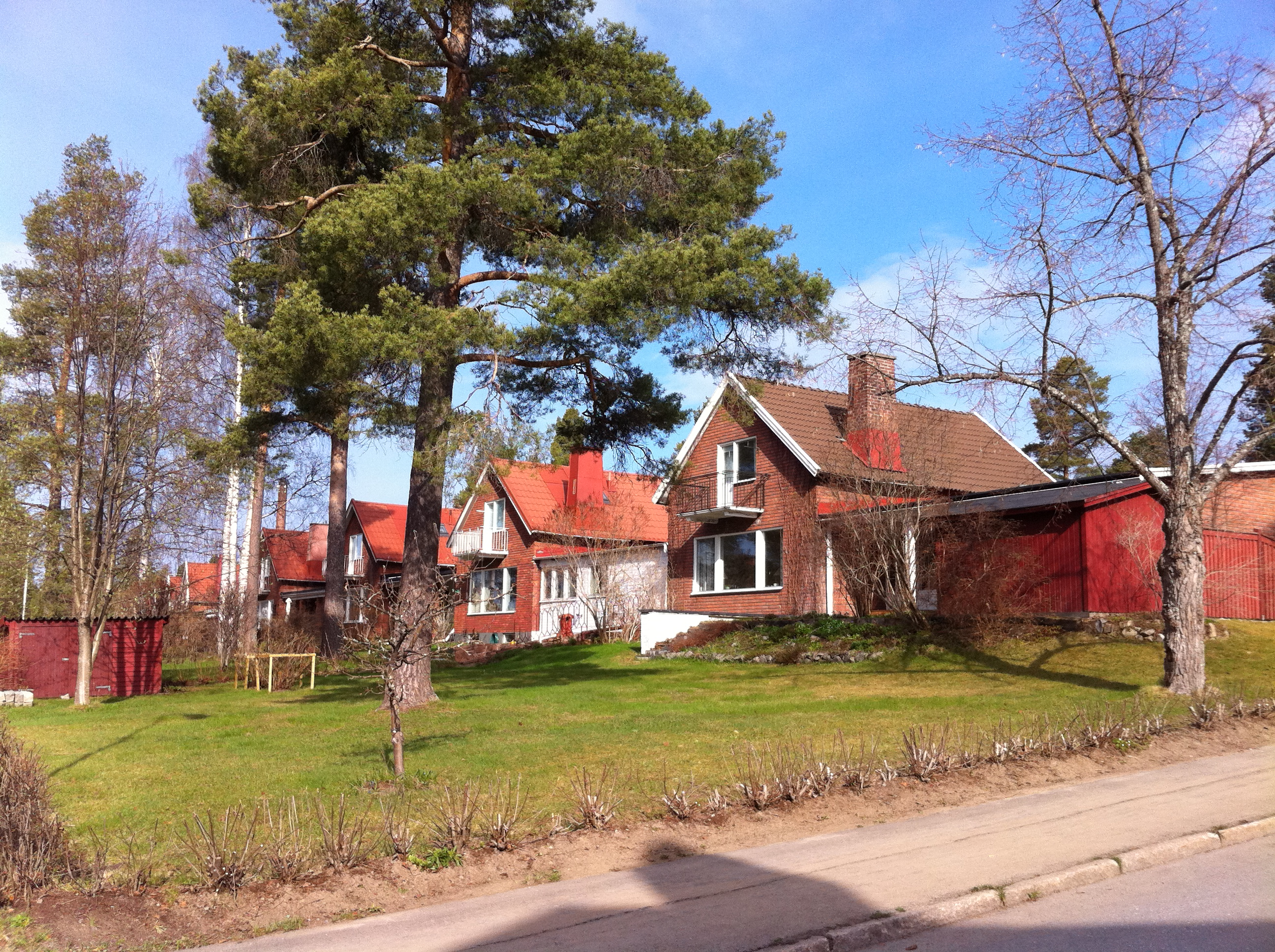
Kedjehus på Norrböle, Skellefteå. Tegel. 1950-tal.
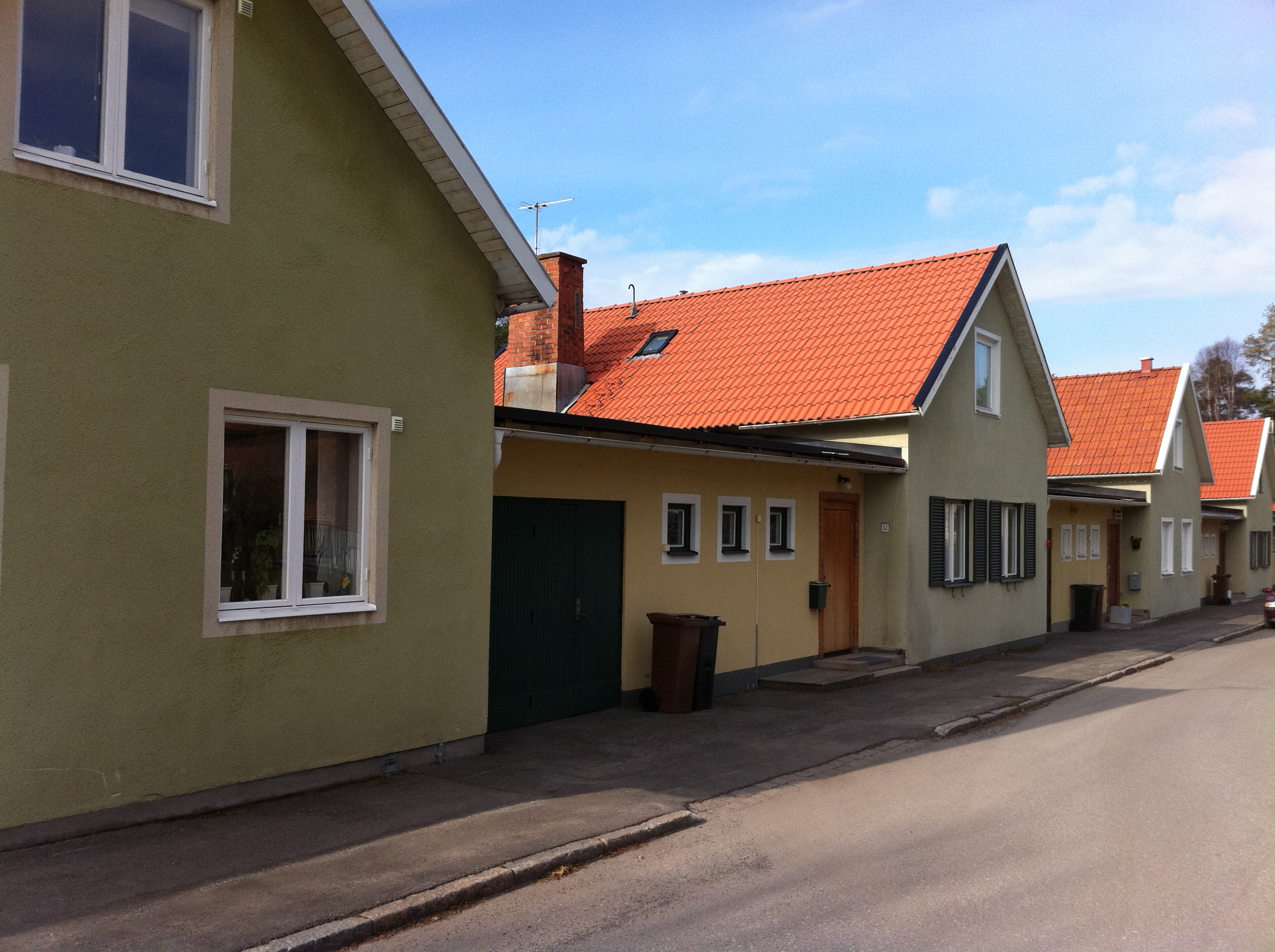
Kedjehus på Norrböle, Skellefteå. Puts. 1950-tal.